# All Summers End
All Summers End is een Amerikaanse romantische dramafilm uit 2017, geregisseerd en geschreven door Kyle Wilamowski.

## Verhaal
Een tienerjongen probeert zijn schuldgevoel in evenwicht te brengen met zijn gevoelens voor zijn vriendin nadat zijn rol in een grap leidt tot de dood van haar oudere broer.

## Rolverdeling
- Tye Sheridan – als Conrad Stevens
  - Pablo Schreiber – als oudere Conrad Stevens
- Kaitlyn Dever – als Grace Turner
- Austin Abrams – als Hunter Gorski
- Paula Malcomson – als mevrouw Stevens
- Annabeth Gish – als mevrouw Turner
- Bill Sage – als meneer Turner
- Ryan Lee – als Tim
- Beau Mirchoff – als Eric Turner

## Productie
De film werd in juli 2013 opgenomen in North Carolina onder de titel Grass Stains.

## Release
De film ging in première op 6 februari 2017 op het Santa Barbara International Film Festival. All Summers End werd op 1 juni 2018 uitgebracht in de Verenigde Staten door Gravitas Ventures.

## Ontvangst
Op Rotten Tomatoes heeft All Summers End een waarde van 20% en een gemiddelde score van 3,50/10, gebaseerd op 5 recensies. Op Metacritic heeft de film een gemiddelde score van ?/100, gebaseerd op 4 recensies.

## Prijzen en nominaties
| Jaar | Prijs                                     | Categorie                                      | Genomineerde(n) | Uitslag     |
| ---- | ----------------------------------------- | ---------------------------------------------- | --------------- | ----------- |
| 2017 | Santa Barbara International Film Festival | Panavision Spirit Award for Independent Cinema | Kyle Wilamowski | Genomineerd |